# Mieczysław Fogg
 (septembre 2022).
Si vous disposez d'ouvrages ou d'articles de référence ou si vous connaissez des sites web de qualité traitant du thème abordé ici, merci de compléter l'article en donnant les références utiles à sa vérifiabilité et en les liant à la section « Notes et références ».
Pour les articles homonymes, voir Fogg et Fogiel.
Mieczysław Fogg, nom de scène de Mieczysław Fogiel, né le 30 mai 1901 à Varsovie et mort le 3 septembre 1990  dans la même ville, est un artiste, musicien et chanteur polonais.

## Biographie
La carrière artistique de Mieczysław Fogiel a commencé en 1927 à Varsovie au théâtre Qui Pro Quo avec l'orchestre de tango de Jerzy Petersburski (pl). Il participa au « Chór Dana » (Chorale argentine de tango). Il fut chanteur soliste dans divers cabarets et au cours de revues. Il chanta des chansons langoureuses et sentimentales. Les Polonais le comparèrent à Tino Rossi avec sa voix de baryton.
En 1931, il adopta le pseudonyme de « Fogg » et fit une tournée européenne puis aux États-Unis. En 1938, il fut désigné un des meilleurs chanteurs par la radio polonaise.
Après le déclenchement de la Seconde Guerre mondiale, Fogg reste à Varsovie, où il rejoint l'Armée intérieure polonaise. Il donne des concerts dans les quelques cafés mis à la disposition des Polonais sous l'occupation allemande. Pendant l'insurrection de Varsovie, il donne d'innombrables concerts sur les barricades, dans les hôpitaux et dans les abris anti-bombes sous la ville,. Fogg a donné 104 concerts durant l'insurrection de Varsovie.

Se remémorant ses concerts lors de l'insurrection, il écrit dans son livre Od Palanta do Belcanta (De Palant à Belcanto, Varsovie 2009) :

« Une fois, j'ai participé à un concert officiel pour la Journée des forces armées, qui eut lieu dans l'auditorium du département d'architecture [de l'École polytechnique de Varsovie], accompagné de la clameur des tirs de mitrailleuses dans les rues. La salle était remplie de garçons et de filles. Les jeunes portaient des fusils, ils avaient des grenades accrochées à leur ceinture. [Je me demande] combien de chanteurs dans le monde ont eu un public comme ça ? »

Il a également caché la famille juive d'Ivo Wesby dans son appartement jusqu'à la fin de la Seconde Guerre mondiale.
En 1945, il ouvrit le premier café-concert dans Varsovie détruite. Après l'arrivée des communistes au pouvoir, ces derniers vont nationaliser son petit théâtre musical de variétés. Il fermera définitivement. Les autorités lui permettent d'organiser des tournées à travers le pays. Mieczysław Fogg donnera plusieurs centaines de concerts très populaires. Il continuera à donner des concerts toute sa vie non seulement en Pologne mais à travers le monde entier.
Mieczysław Fogg meurt le 3 septembre 1990 à Varsovie. Il est enterré au cimetière de Bródno situé dans le quartier de Targówek.
En Israël, il est inscrit au mémorial de Yad Vashem comme Juste parmi les nations.
Fogg a reçu la Croix de la Valeur et la Croix d'Or du Mérite avec Épées, décernées par le gouvernement de Londres.